# 修羅之門
《修羅之門》（日语：修羅の門）是日本漫畫家川原正敏創作的日本漫畫作品。由於上部作品《明日青空》這部高校「空手道」青春愛情故事的格鬥場面頗受好評而催生此作，於1987年《月刊少年Magazine》（講談社）5月號開始連載。1990年獲得第14回講談社漫畫賞少年部門受賞作。但是第四部連載後期正值《神劍闖江湖》掀起不殺主義的政治正確熱潮，連同期的動畫《鋼彈WOVA》都受到影響，讓主角使用殺人拳的本作遭受不少批判。作者感嘆花了約十年連載還是沒能把訊息傳達給讀者，心灰意冷，於1996年12月號之後停載。2010年《月刊少年Magazine》11月號復載《修羅之門－第貳門》，至2015年7月號之後完結連載。

## 故事簡介
在日本有一個以「千年不敗」自居的家族－「陸奧」，他們修煉著一套習殺人技藝於一體，被喻為「修羅」技藝的武學－《陸奧圓明流》。稱為「陸奧」的人，為了勝利，為了打倒敵人，從來沒有任何顧忌，會毫不留情，並以「修羅」的姿態、技藝面對敵人...「陸奧」有一個家族傳統，只有最強的人才有資格冠上「陸奧」這個名號…所以，他們一代接一代，千年以來，於不同時代，挑戰着不同的強者。新一代的繼承人－陸奧 九十九，為了達成自己的意願，成為「最後一位繼承陸奧之名的人」，決意帶著陸奧家族的傳統走進世界，挑戰世界上最強的格鬪家...

## 章節

### 第壹門
第一部
「繼承了陸奧稱號的陸奧 九十九，為挑戰更強的對手，從深山裡走到東京。初到東京，便巧合地遇上了《神武館》的龍造寺 舞子，亦因此而遇上了初到東京的第一個對手毅波 秀明…九十九在《神武館》暫住期間，分別與館內的高手木村及四鬼龍進行了格鬪…而格鬪的結果，更直接影響了《神武館》在日本武術界的領導地位…」

（收錄於月刊少年Magazine－1987年5月號至1988年2月號/單行本1－3冊）
第二部
「龍造寺 徹心知道九十九有挑戰全日本最強武者的野心，逐乘此機遇舉辦了日本首屆的〈全日本異種格鬪技選手錦標賽〉。全因陸奧之名，而吸引了一眾日本格鬪技派系一級強手…竹海 直人、羽山 悟、飛田 高明、片山 右京…等等的強者參與這個以極限對抗極限的〈全日本異種格鬪技選手錦標賽〉…同時，一個跟《陸奧 圓明流》一樣神秘的流派《不破 圓明流》的不破 北斗亦參加了這個比賽…」

（收錄於月刊少年Magazine－1988年3月號至1990年7月號/單行本3－10冊）
第三部
「〈全日本異種格鬪選手錦標賽〉結束，陸奧 九十九默默地從擂台下消失…錦標賽結束的半年後，日本格鬪技界亦因此產生了很大的變化…那幾位曾經在擂台上被九十九打敗的人，亦開始了各自的新發展。此時，為了令自己成為「最後一位繼承陸奧之名的人」，出現在遙遠的美國某拳擊館內，並要向被喻為拳擊史上最完美的重量級拳手阿利歐斯 吉魯雷挑戰…」

（收錄於月刊少年Magazine－1990年10月號至1993年10月號/單行本11－21冊）
第四部
「陸奧 九十九在〈世界重量級拳王統一戰〉後，再次消失於眾人的視線之中，音訊全無…圍繞著他身邊的人或對手，沒有因為這次的比賽結果而卻步，並已重新起步繼續前往自己的目標。美國土著西魯哥 馬士伊斯跟隨九十九去到巴西，尋找著百多年前剛馬 寇帝在巴西流傳下來的〈柔術〉、巴西柔術的始祖，葛雷西羅柔術的傳人－畢克德魯 葛雷西羅。因緣際遇之下，九十九的出現，引發葛雷西羅家族舉了一個沒有特定規則、而且更大型、更多世界各地強者參加的〈Vale Tudo〉錦標賽，其中一名參賽者更是葛雷西羅家族的強手雷恩 葛雷西羅，一名被神離棄了的前任神父…」

（收錄於月刊少年Magazine－1994年4月號至1996年12月號/單行本21－31冊）

### 第貳門
隨著〈Vale Tudo〉大賽的結束，九十九及西魯哥 馬士伊斯跟隨著布拉特 威卡利引領，走到哥倫比亞的森林深處裡，尋找一位名叫謙信 前田 的〈柔術〉高手較勁…三年後，在日本新興綜合格鬥技大賽〈兵〉的擂台上，出現了一個會使用圓明流技術的蒙面選手－唵…難道是陸奧再次回到日本的綜合格鬥技大賽上！？

## 登場人物

### 《陸奧 圓明流》
- 陸奧 九十九－

17歲，身高1米70、體重70kg，擁有一身紮實的肌肉跟深不可測的戰鬥力。
十五歲時，以神之技擊倒其親生哥哥，而繼承了「陸奧」的名號，成為第四十代「陸奧」繼承者…從此，執意要挑戰世界所有的強者。
- 陸奧 真玄－

九十九跟冬彌的爺爺，年輕時曾擊敗龍造寺 徹心，是冬彌的前任「陸奧」繼承人。左眼被十歲時的九十九奪去。
- 陸奧 冬彌－

九十九的親生哥哥，十五歲之年已經從爺爺身上繼承了「陸奧」的名號。
- 靜 流－

陸奧 真玄的獨生女兒，有先天性心臟病。九十九跟冬彌的已故親生母親。
《不破 圓明流》
- 不破 北斗－

《不破 圓明流》的「不破」名號繼承人。繼承人自故以「不破」作名號，誓要超越「陸奧」一族。
- 現－

自稱山田的《不破 圓明流》後人，不破 幻齋的弟弟，陸奧 九十九及冬彌的親生父親。
- 不破 幻齋－

數百年前，從《陸奧 圓明流》分裂出來的《不破 圓明流》後人，故懂得與「陸奧」一樣的殺人技藝。
《不破 圓明流》的前「不破」名號繼承人。

### 《神武館》
- 龍造寺 徹心－

龍造寺 舞子的祖父。《神武館》館長，有「活武神」之稱，實戰空手道的總頭子。
- 龍造寺 巖－

本名 宋戶巖，有「神武館之鬼」的稱號，《神武館》最高師範，入贅龍造寺家的女婿。
龍造寺 凜子的丈夫，龍造寺 舞子的父親，《神武館》紐約分館的館長。
- 龍造寺 凜子－

龍造寺 舞子的母親，龍造寺 巖的妻子。有極強的觀察力。
- 龍造寺 舞子－

龍造寺 徹心的孫女，不知道為何很關心陸奧九十九，九十九心中的料理高手。
- 海堂 晃－

全日本錦標賽第一名，被稱為「天才」的男人，《神武館》四鬼龍之一，絕技〈雙龍腿〉。
- 陣雷 浩一－

全日本錦標賽第二名，外號「下段踢之鬼」，《神武館》四鬼龍之一。
- 增畑 大志－

全日本錦標賽第三名，身高兩公尺，體重一百五十公斤，外號「北方重戰車」，《神武館》四鬼龍之一。
- 泉 敏彥－

全日本錦標賽第四名，天生彈性跟速度技，空中殺法的天才，外號「鳥人」，《神武館》四鬼龍之一。
- 木村 先生－

全日本錦標賽第五名，《神武館》的空手道高手。
- 大原 先生－

《神武館》的空手道高手。
- 田中 小姐－

《神武館》的秘書。
- 伊格納西歐 達 西爾巴－

《神武館》巴西分館的南美洲區空手道冠軍，有「超特級重型戰車」之稱。
- 德光 將－

《神武館》巴西分館的館長，年青時，在道場外有「浪花的信樂燒」的外號，而在道場內則有「魔術師」之稱。

### 日本格鬥技團體及流派
- 鬼頭 達馬－

《鬼道館》空手道館長。
- 片山 右京－

《鬼道館》的天才空手道高手，全國第一，有「寒冰貴公子」的稱號，有一招自創絕技〈菩薩掌〉。
- 奧寺 鐵二－

《鬼道館》第二號高手。
- 日向 高文－

《鬼道館》第三號高手。
- 久嶋 考－

《鬼道館》第四號高手。
- 羽山 悟－

《獅虎拳館》拳手。
- 獅虎 剛－

《獅虎拳館》會長。
- 飛田 高明－

28歲，身高192cm、110kg，在日本有「新格鬪王」之稱，《新日本摔角協會》選手，格鬥技團體《R.W.F》的創立人。
- 宮本 翔馬－

飛田 高明創立的格鬥團體《R.W.F》其中一名選手，亦是日本格鬥技比賽「兵」的選手，中量級的王者，是飛田 高明的得意門生。

### 台灣
- 呂 奉先－

來自台灣「戮家」，19歲、身高213cm、體重132kg，在「戮家」之內有「呂布」之稱的綜合格鬥技高手。
- 呂 子明－

來自台灣「戮家」，在「戮家」之內有「呂蒙」之稱，身高171cm，有「操縱魔法的魔法師」之稱。(〈修羅之門-第貳門〉 單行本第4冊第68頁登場)
- 高 長恭－

本名「高 希夷」，19歲、身高170cm、體重65kg，母親是日本人，擁有俊美外貌的男生，在「戮家」之內有「蘭陵王」稱號，後易名為呂家的神名─「姜子牙」。
- 呂家大爺－

來自台灣「戮家」，「戮家」的真正主事人，外人多以「大爺」稱呼，姜子牙之父。

### 美國
- 阿瑟 多諾斯－

曾經培養出三個世界拳擊冠軍，在美國拳擊界最受人尊崇和敬仰的名教練，在訓練阿利歐斯 吉魯雷期間不幸病逝。
- 荷邪 卡魯納來－

前美國拳擊界冠軍，阿瑟 多諾斯的養子。曾經在拳擊擂台上把泰迪 畢薛德的徒弟打死。
- 阿利歐斯 吉魯雷－

19歲，擁有17戰全勝，全KO記錄，世界排名第2，外號「黑色閃電」的美國重量級拳擊手。阿瑟 多諾斯的養子。
- 柏布 金恩－

美國有名的拳擊經理人，視旗下拳擊手為搖錢樹。
- 佛來 迪梅森－

性格粗暴，打拳手段殘酷，有「殺手」稱號的美國重量級拳擊手。
- 馬可 艾隆－

美國重量級拳擊手，20歲時已經成為W.B.C冠軍，擁有35勝不敗，34次KO記錄，外號「鐵人」，全美國公認最偉大人物之一。
- 班尼 羅賓遜－

W.B.A冠軍，外號「粉碎機」的美國重量級拳擊手。
- 查魯士　麥克－

I.B.F冠軍，外號「攻擊手」的美國重量級拳擊手。
- 傑瑟 羅曼－

世界排名第4，擁有53勝2敗，48次KO記錄，42歲的前任重量級拳王。
- 利克 康福特－

美國的白人重量級拳擊手，擁有10戰全勝，全KO記錄，外號「白人之星」。
- 阿維克 雷多 穆柯比－

世界排名第十，擁有17戰全勝，全KO記錄的非洲拳擊手，外號「非洲之星」的重量級拳擊手。
- 泰迪 畢薛德－

曾經培養出五個世界拳擊冠軍，公認是一位甚麼都不會教人，只是會點火的退休拳擊教練。被九十九的氣魄所吸引，而重新投入美國拳擊界。
- 麥克·蘭特－

美國綜合格鬥技團體《T.S.T》的代表。
- 米迦勒·維格霍斯特－

來自美國《比特拳館》，身高205cm、體重129kg，有「北歐巨人-皇帝」之稱，在日本綜合格鬥技比賽〈兵〉有九場不敗戰績。
- 尼克 加雷特－

來自美國《STR拳館》，身高180cm、體重98kg，26歲的輕量級王者。
- 尼克萊 皮特羅夫－

來自美國《STR拳館》，身高190cm、體重125kg，33歲的前重量級王者，桑搏世界冠軍，有「角鬥帝王」之稱的俄羅斯综合格鬥技選手。
- 范 迪爾伯特－

來自美國《比特拳館》，身高198cm、體重122kg，24歲的荷蘭綜合格鬥技選手，有「絕對王者」之稱。
- 吉姆 雷亞－

來自美國《道場·武士》，身高180cm、體重110kg，27歲，被譽為《T.S.T》的新星。
- 菲利 普比特－

范 迪爾伯特所屬的美國《比特拳館》的館長。

### 巴西
- 雷恩 葛雷西羅－

被譽為葛雷西羅柔術史上，最強的天才。曾經是一名異種格鬥技的冠軍，及後成為了一名神父。米凱爾 葛雷西羅的兒子、拉蒙 葛雷西羅的哥哥。
- 米凱爾 葛雷西羅－

葛雷西羅柔術學校的高級教練。拉蒙 葛雷西羅的父親，畢克德魯 葛雷西羅的兒子。
- 拉蒙 葛雷西羅－

葛雷西羅柔術學校的教練，無級格鬥比賽冠軍。米凱爾 葛雷西羅的兒子，雷恩 葛雷西羅的弟弟。
- 畢克德魯 葛雷西羅－

葛雷西羅柔術的繼承人。米凱爾 葛雷西羅的父親，雷恩 葛雷西羅、拉蒙 葛雷西羅的爺爺。

### 周邊人物
- 毅波 秀明－

到《神武館》挑戰，敗走於九十九的手下。及後在現先生的指導下，而學會了《不破 圓明流》的招式。
- 谷山－

日本格鬪雜誌記者。
- 豬熊－

日本格鬪雜誌記者，記者谷山的後輩。
- 竹海 直人－

有「泰拳界的宮本 武藏」之稱，《大崎拳館》拳手。
- 五十嵐 利和－

格鬪技評論家。
- 法蘭克 格拉烏茲－

未嘗敗績的超級冠軍，美國職業摔角界最強的男人，有「摔角之神」稱號。飛田 高明的師父。
- 山 口－

代替豬熊的日本格鬪雜誌記者。
- 杉 浦－

日本電視台的評述員。
- 山 野－

日本格鬪雜誌記者，谷山編輯長的下屬。
- 小 田－

日本格鬪雜誌記者，谷山編輯長的下屬。
- 羽生 翼－

BT企業的社長，綜合格鬥技比賽〈兵〉的主辦人。
- 山中 玉緒－

來自伯耆流拔刀術宗家。
- 拉魯夫 德爾曼－

美國職業摔角手，有「摔角王」之稱。
- 愛德華 佛羅蓮絲－

愛德華 休斯的孫女，曾經被九十九拯救。
- 愛德華 休斯－

被公認為世界第一富翁的美國人, 愛德華 佛羅蓮絲的爺爺。
- 喬治 五十嵐－

紐約的體育記者，對拳擊亦有研究，是五十嵐 利和的哥哥。
- 西魯哥 馬士伊斯－

遵從奈慈巴斯族老人與陸奧有百年約定的奈慈巴斯族勇士。
- 尼爾基－

年輕時，與陸奧的雷有百年約定的奈慈巴斯族老人。
- 亞妮坦－

巴西貧民窟小偷，得到雷恩 葛雷西羅教授柔術。
- 卡爾洛斯 井芥子－

巴西的日裔導遊兼翻譯，樣子有點像喬治 五十嵐跟五十嵐 利和。
- 楊 古利德－

據說因為經常違反競賽規則，所以從沒有得到過任何獎項，是荷蘭蹴道界的打架王。
- 南洋 龍－

本名：沙雷巴 貝尼塔尼，夏威夷人。前日本相撲界的十兩級人馬，由於無法適應日本的生活文化，雖然被一致認定擁有能夠登上橫綱的實力，最後還是選擇退出相撲界。
- 艾立克 梅歐拉－

美國蹴道團體的USKF重量級冠軍。
- 布拉特 威卡利－

前綠偏帽部隊人員，曾到法國當過僱傭兵。
- 佩達 貝爾康普－

荷蘭的柔道及空手道家。
- 卡波耶拉 里卡爾德 馬吉紐－:巴西卡波耶拉格鬥技選手。
- 馬克 瓊斯－

美國的空手道家。
- 托尼 哈克斯－

美國的角力選手。
- 羅達 貝魯托魯多－

德國拳擊手。
- 威利姆 史密斯－

美國拳擊手。
- 吉米 林－

中國功夫高手。
- 保羅 阿古斯－

空手道選手。
- 托馬斯 姆－

跆拳道選手。
- 強尼 哈利斯－

職業摔角選手，有「破壞王」稱號。
- 洛普 古曼－

業餘角力選手。
- 尤里 沙連多對－

俄式格鬥技選手。
- 謙信 前田－

前田 光世在巴西的柔道傳人，亦是前田 光世的養子前田三郎的兒子。

## 招式
《陸奧圖明流》秘技
- 『浮身』：

遇上迴旋踢，膝蓋撞等等攻擊時，讓自己的身體變成如棉一般的輕柔，順著對手施力的方向，以削減其衝擊力。
- 『蔓藤落』：

可以在一瞬間同時夾住、摔投、折斷對手手腕，難度非常高的功夫。還有一種名為上腕蔓藤扭的關節技。圖明流代表性的關節技之一。
- 『蛇破山』：

正拳突撞及手肘攻擊的連續動作，是手肘技藝之一。亦有裏蛇破山·朔光。
- 『指穿』：

可以刺穿對手心窩，喉頭等等要害的指頭功夫。
- 『無空波』：

把全身的力量聚集於拳頭上，把拳頭壓到對手身上，以振動波形式打在對手身上，由一點瞬間擴展到整個身體，令對手沒有閃躲空間，衝擊力足以震碎對手身體的招式。其衝擊力相當可怕，至今仍誇稱是不敗的功夫，但因為施展者會過份使用全身肌肉，而自身損耗亦相對地大，是圖明流秘技之一。
（參考自單行本第4冊）
- 『牙斬』：

以手指甲，快速割破對手的皮肉，形成一定程度的傷害。
- 『雷』：

如柔道的摔投技術，在折斷對手手腕同時，順其勢把對手摔投出去，在對手頭部快要撞到地面的那刻，再會向其頭部施展出極強的低位側踢，增強殺傷力。
（參考自單行本第5冊）
- 『虎炮』:

表面上看，跟『無空波』相似，同樣是把力量聚集於拳頭，並打到對手身上，但實際上，是以近距離像炮彈般轟在對手身體。但仍然有一定的閃躲空間。
- 飛燕十字蔓：

是一種捉緊對手，封鎖手臂動作，並以對手手臂作支點，向頭部施以迴旋踢，同時再用雙腳將對手手臂鎖緊的關節技。有點像俄羅斯式十字鎖。
（參考自單行本第6冊）
- 『龍破』：

用對手預料不到的速度，竄到對手跟前，作倒立的姿勢同時，並極速交叉雙腿，向對手頭部作出有如蛟龍噬咬，足以把對手頭部斷裂的真空波。
（參考自單行本第7冊）
- 『訃霞』：

以口水吐向對手的眼中, 衝擊力相當，能令對手失去一段時間的視力，是一種會在貼身戰時，使用的小技巧。而『訃霞』的「訃」，是帶有「死亡的通知」的意思。
- 『斗浪』：

先對準對手的延髓踢去，同時再往臉部踢出令外一腳，再以雙腳挾住對手的頸部，並將其摔出去。
- 『訃之蔓狼牙』：

封鎖對手手腕，摔投向地面的同時，用手肘對準對手的臉部，以加強擊中時的殺傷力。
- 『弧月』：

以手作支撐作出倒立姿勢，出其不意地，向對手頭部施展踢腿。
（參考自東立出版社發行單行本第9冊）
- 『紫電』：

後迴旋踢在空中改變高度後，馬上往對手面部或其他地方攻擊，變化不斷，攻其不備，擊殺對手。
- 『四門』：

分別名為「朱雀」、「玄武」、「青龍」、「白虎」，代表身體上的四個「死門」位置。是一種必須強行把自身精神力提升至極限，再以超越極限，如電光火石般迅速，向對手的「死門」施以致命攻擊的絕技。
（參考自單行本第10冊）
- 『浮嶽』：

把其中一個拳頭搭到自己的頭上，同時快速閃到對手下顎之下的位置，並往上衝擊，務求把對手下顎擊碎，這時再從下往上施展多一記幅度更大更快更重的直拳，完全把對手打飛。是『虎炮』變化技之一。
（參考自單行本第11冊）
- 『獅子吼』：

在閃過對手直拳的同時，以自己的手臂折斷對手瞬間靠近的手臂，由不可能擊中對手的外則，以鈎拳擊向其頭部。仿似是鈎拳，但實際是以對手手臂為攻擊支點，是一招足以彌補臂距的招式。

（參考自單行本第16冊）
- 『斧鉞』：

向前躍起翻騰，以一雙後腳跟從對手頭部上方使出二段蹴踢，「斧」與「鉞」。動作上有點像「弧月」，但殺傷力更大。鉞，是古代一種刀刃很寬的斧頭名稱，古代其中的一種酷刑，是用鉞劈開頭顱，使人致死。
（參考自單行本第25冊）
- 『金剛』：

利用肌肉異常收縮的方式，鎖著對手的刀刃或子彈。
（參考自單行本第27冊）
- 『片羽絞』：

以自身的四肢從對手背後鎖緊對方，足以令對手窒息昏倒的鎖技。
（參考自單行本第29冊）
- 『羽車技』：

讓對手俯伏地上，並用腳鎖著對方的手，貌似腕十字的寢技。
（參考自單行本第30冊）
- 『傾葵』：

捉緊對手的手，同時踢向對手雙腳，並以身體向後傾倒，令對手失去平衡，一同倒在地上的時候，以雙腳鎖緊對手的手臂及頸項，發展成斷頭台形式的鎖技。
（參考自東立出版社發行單行本第貳門第5冊）
- 『葛風』：

背摔對手後，順勢將對手關節鎖緊。
（參考自單行本第貳門第6冊）

## 相關商品
- 1992年SEGA公司以《修羅之門》漫畫第二部作為藍本，在Mega Drive首先發行《修羅之門》格鬥遊戲。
- 1998年由Japan Vistec開發，講談社發行，以PlayStation為遊戲平台的3D版《修羅之門》格鬥遊戲。

## 出版書籍
| 卷數 | 講談社         | 講談社                 | 東立出版社 | 東立出版社         |
| 卷數 | 發售日期       | ISBN                   | 發售日期   | ISBN               |
| ---- | -------------- | ---------------------- | ---------- | ------------------ |
| 1    | 1987年10月8日  | ISBN 978-4-06-302221-6 |            | ISBN 957-34-0255-6 |
| 2    | 1988年1月13日  | ISBN 978-4-06-302229-2 |            | ISBN 957-34-0256-4 |
| 3    | 1988年4月13日  | ISBN 978-4-06-302238-4 |            | ISBN 957-34-0257-2 |
| 4    | 1988年8月9日   | ISBN 978-4-06-302247-6 |            | ISBN 957-34-0258-0 |
| 5    | 1988年12月14日 | ISBN 978-4-06-302257-5 |            | ISBN 957-34-0259-9 |
| 6    | 1989年4月13日  | ISBN 978-4-06-302267-4 |            | ISBN 957-34-0260-2 |
| 7    | 1989年7月13日  | ISBN 978-4-06-302276-6 |            | ISBN 957-34-0261-0 |
| 8    | 1989年11月14日 | ISBN 978-4-06-302286-5 |            | ISBN 957-34-0262-9 |
| 9    | 1990年4月9日   | ISBN 978-4-06-302297-1 |            | ISBN 957-34-0263-7 |
| 10   | 1990年7月12日  | ISBN 978-4-06-302308-4 |            | ISBN 957-34-0264-5 |
| 11   | 1991年3月13日  | ISBN 978-4-06-302325-1 |            | ISBN 957-34-0265-3 |
| 12   | 1991年7月12日  | ISBN 978-4-06-302337-4 |            | ISBN 957-34-0266-1 |
| 13   | 1991年11月11日 | ISBN 978-4-06-302348-0 |            | ISBN 957-34-0267-X |
| 14   | 1992年2月13日  | ISBN 978-4-06-302353-4 |            | ISBN 957-34-0268-8 |
| 15   | 1992年7月9日   | ISBN 978-4-06-302365-7 |            | ISBN 957-34-0269-6 |
| 16   | 1992年11月9日  | ISBN 978-4-06-302374-9 |            | ISBN 957-34-0270-X |
| 17   | 1993年3月11日  | ISBN 978-4-06-302384-8 |            | ISBN 957-34-0271-8 |
| 18   | 1993年7月12日  | ISBN 978-4-06-302396-1 |            | ISBN 957-34-0272-6 |
| 19   | 1993年11月12日 | ISBN 978-4-06-302408-1 |            | ISBN 957-34-0421-4 |
| 20   | 1994年2月15日  | ISBN 978-4-06-302409-8 |            | ISBN 957-34-0422-2 |
| 21   | 1994年7月12日  | ISBN 978-4-06-302437-1 |            | ISBN 957-34-0423-0 |
| 22   | 1994年12月12日 | ISBN 978-4-06-302451-7 |            | ISBN 957-34-2496-7 |
| 23   | 1995年4月14日  | ISBN 978-4-06-302468-5 |            | ISBN 957-34-2497-5 |
| 24   | 1995年8月9日   | ISBN 978-4-06-302485-2 |            | ISBN 957-34-3835-6 |
| 25   | 1995年11月6日  | ISBN 978-4-06-302495-1 |            | ISBN 957-34-4353-8 |
| 26   | 1996年1月11日  | ISBN 978-4-06-333504-0 |            | ISBN 957-34-4354-6 |
| 27   | 1996年5月10日  | ISBN 978-4-06-333518-7 |            | ISBN 957-34-4675-8 |
| 28   | 1996年8月6日   | ISBN 978-4-06-333528-6 |            | ISBN 957-34-4676-6 |
| 29   | 1996年11月12日 | ISBN 978-4-06-333541-5 |            | ISBN 957-34-4817-3 |
| 30   | 1997年2月13日  | ISBN 978-4-06-333555-2 |            | ISBN 957-34-5436-X |
| 31   | 1997年5月13日  | ISBN 978-4-06-333570-5 |            | ISBN 957-34-5437-8 |

文庫版
| 卷數 | 講談社        | 講談社                 |
| 卷數 | 發售日期      | ISBN                   |
| ---- | ------------- | ---------------------- |
| 1    | 2001年1月12日 | ISBN 978-4-06-260868-8 |
| 2    | 2001年1月12日 | ISBN 978-4-06-260869-5 |
| 3    | 2001年2月9日  | ISBN 978-4-06-260913-5 |
| 4    | 2001年2月9日  | ISBN 978-4-06-260914-2 |
| 5    | 2001年3月9日  | ISBN 978-4-06-260937-1 |
| 6    | 2001年3月9日  | ISBN 978-4-06-260938-8 |
| 7    | 2001年4月12日 | ISBN 978-4-06-260967-8 |
| 8    | 2001年4月12日 | ISBN 978-4-06-260968-5 |
| 9    | 2001年5月11日 | ISBN 978-4-06-260987-6 |
| 10   | 2001年5月11日 | ISBN 978-4-06-260988-3 |
| 11   | 2002年1月11日 | ISBN 978-4-06-360150-3 |
| 12   | 2002年2月8日  | ISBN 978-4-06-360184-8 |
| 13   | 2002年2月8日  | ISBN 978-4-06-360185-5 |
| 14   | 2002年3月12日 | ISBN 978-4-06-360200-5 |
| 15   | 2002年3月12日 | ISBN 978-4-06-360201-2 |

修羅之門 第貳門
| 卷數 | 講談社         | 講談社                 | 東立出版社     | 東立出版社             |
| 卷數 | 發售日期       | ISBN                   | 發售日期       | ISBN                   |
| ---- | -------------- | ---------------------- | -------------- | ---------------------- |
| 1    | 2011年3月19日  | ISBN 978-4-06-371276-6 | 2012年10月12日 | ISBN 978-986-317-382-3 |
| 2    | 2011年6月17日  | ISBN 978-4-06-371291-9 | 2012年10月12日 | ISBN 978-986-317-383-0 |
| 3    | 2011年9月16日  | ISBN 978-4-06-371299-5 | 2012年12月24日 | ISBN 978-986-317-384-7 |
| 4    | 2011年12月16日 | ISBN 978-4-06-371312-1 | 2013年1月25日  | ISBN 978-986-317-385-4 |
| 5    | 2012年3月16日  | ISBN 978-4-06-371325-1 | 2013年2月27日  | ISBN 978-986-317-386-1 |
| 6    | 2012年6月15日  | ISBN 978-4-06-371335-0 | 2013年4月2日   | ISBN 978-986-317-387-8 |
| 7    | 2012年10月17日 | ISBN 978-4-06-371344-2 | 2013年5月3日   | ISBN 978-986-324-109-6 |
| 8    | 2013年1月17日  | ISBN 978-4-06-371358-9 | 2013年7月4日   | ISBN 978-986-324-835-4 |
| 9    | 2013年4月17日  | ISBN 978-4-06-371370-1 | 2013年11月4日  | ISBN 978-986-332-444-7 |
| 10   | 2013年8月16日  | ISBN 978-4-06-371383-1 | 2014年7月17日  | ISBN 978-986-337-191-5 |
| 11   | 2014年1月17日  | ISBN 978-4-06-371401-2 | 2014年12月5日  | ISBN 978-986-348-224-6 |
| 12   | 2014年4月17日  | ISBN 978-4-06-371415-9 | 2015年3月4日   | ISBN 978-986-348-822-4 |
| 13   | 2014年7月17日  | ISBN 978-4-06-371429-6 | 2015年7月21日  | ISBN 978-986-365-395-0 |
| 14   | 2014年10月17日 | ISBN 978-4-06-371442-5 | 2015年8月18日  | ISBN 978-986-382-063-5 |
| 15   | 2015年1月16日  | ISBN 978-4-06-371452-4 | 2015年11月26日 | ISBN 978-986-382-688-0 |
| 16   | 2015年4月17日  | ISBN 978-4-06-371462-3 | 2016年4月6日   | ISBN 978-986-431-239-9 |
| 17   | 2015年7月17日  | ISBN 978-4-06-371476-0 | 2016年8月18日  | ISBN 978-986-431-866-7 |
| 18   | 2015年10月16日 | ISBN 978-4-06-371486-9 | 2016年9月26日  | ISBN 978-986-462-394-5 |

### 相關書籍
- 《實錄·修羅之門 激鬥！！戰鬥宣言》（実録・修羅の門 激闘！！ファイター宣言）

1994年10月4日發售、ISBN 978-4-06-207233-5

## 外部連結
- 《修羅の門》既刊・関連作品一覧(日文) （页面存档备份，存于）